# Peromyscus melanotis
Peromyscus melanotis (чорновуха миша) — вид гризунів родини Cricetidae, поширений у Північній Америці: Мексика й США (Аризона).

## Морфологічна характеристика
Чорновуха миша є одним із менших видів у роду Peromyscus, має загальну довжину від 14 до 18 см, включаючи відносно короткий хвіст, довжиною від 5 до 7 см. Шерсть на більшій частині тіла від темного до жовто-коричневого відтінку змінюється від більш темного на спині до блідого на боках. Нижня частина та лапи чисто білі, з чіткою лінією, що відділяє коричневе хутро в інших місцях. Навколо очей розташоване вузьке кільце темного хутра, а вуха темно-коричневі або чорні з білими краями. Хвіст укритий хутром і має такий самий колір, як і тіло, зверху коричневий, а знизу білий. Принаймні в деяких місцевостях шерсть миші взимку дещо блідіша, ніж влітку.
Чорновуха миша практично ідентична за зовнішнім виглядом близькоспорідненому виду Peromyscus sonoriensis (раніше називався P. maniculatus). Однак ці два види можна відрізнити за допомогою генетичного аналізу. і не можуть успішно схрещуватися.

## Поширення і середовище проживання
Чорновухі миші зустрічаються в районах хвойних лісів і змішаних луках на більшій частині центральних гір Мексики. Вони поширюються від неовулканічного хребта до Сьєрра-Мадре Східної та Західної Сьєрра-Мадре та через кордон США до гірських регіонів південної Аризони. У цьому регіоні їх можна знайти в скелястих або болотистих місцях існування або серед лісового підліску на висоті від 2600 до 2900 м. Навпаки, P. sonoriensis, як правило, живе на нижніх схилах в тому самому регіоні, хоча деяке перекриття може відбуватися в ярах і уздовж узлісся.

## Біологія
Чорновухі миші ведуть нічний спосіб життя і всеїдні, харчуючись в основному насінням і комахами. Як незвично, вони здатні переносити дуже гіркі карденолідні хімічні речовини, що дозволяє їм споживати відносно великі кількості метеликів-монархів. Вони проводять день у норах, які складаються з гніздової камери діаметром близько 7 см, з’єднаної з поверхнею вертикальним тунелем довжиною близько 60 см. Повідомляється, що вони захищають територію навколо своїх гнізд від інших видів, зокрема відганяють мексиканських вулканічних мишей, де ці два види зустрічаються разом.